# Światowa Agencja Antydopingowa
Światowa Agencja Antydopingowa (ang. The World Anti-Doping Agency, WADA, fr. Agence mondiale antidopage, AMA) – niezależna fundacja prawa szwajcarskiego utworzona pod przewodnictwem Międzynarodowego Komitetu Olimpijskiego (MKOl) 10 listopada 1999 roku w Lozannie, w Szwajcarii. Jej celem jest koordynacja walki przeciwko używaniu niedozwolonych środków chemicznych w sporcie. W 2001 roku organizacja przeniosła swoją główną siedzibę do Montrealu, w Kanadzie. 1 stycznia 2020 roku stanowisko prezydenta objął Witold Bańka, minister sportu i turystyki w rządach Beaty Szydło oraz Mateusza Morawieckiego.
Agencja pracuje na rzecz poszczególnych federacji sportowych w zakresie edukacji i badań nad wdrożeniem procedur testów antydopingowych. Publikuje również listę zakazanych substancji i metod, których stosowanie jest zabronione we współzawodnictwie sportowym (Lista substancji i metod zabronionych).

## Historia
Istnienie i działalność agencji początkowo wzbudzało liczne kontrowersje i opór niektórych środowisk. Głównym argumentem jej przeciwników był fakt, że agencja jest fundacją prywatną – podmiotem powstałym na podstawie prywatnego prawa szwajcarskiego. Szczególnie kłopotliwe okazały się relacje między WADA a rządami państw. Obawiano się, że prywatna organizacja zacznie wymuszać na państwach pewne rozwiązania legislacyjne.
W związku z tymi wątpliwościami pierwsze lata istnienia WADA poświęcono na usankcjonowanie działania agencji i wzmocnienie jej pozycji na arenie międzynarodowej. Chociaż początkowo była finansowana przez MKOL, obecnie jedynie połowę swojego budżetu czerpie z tego źródła, podczas gdy pozostała część pochodzi ze światowych organizacji rządowych. Bardzo ważne w tym kontekście było uznanie kompetencji WADA przez Komitet Ministrów Rady Europy w 2002 roku. 5 marca 2003 roku w Kopenhadze z inicjatywy agencji na Światowej Konferencji Antydopingowej przyjęto Światowy Kodeks Antydopingowy.
Przyjęcie tego kodeksu przez komitety olimpijskie państw było warunkiem dopuszczenia ich do igrzysk olimpijskich w Atenach. Po raz pierwszy w historii ujednolicono politykę antydopingową wszystkich krajów we wszystkich dziedzinach sportowych.
Polska miała czas na przyjęcie kodeksu do igrzysk olimpijskich w Turynie (luty 2006). Jako że adresatem kodeksu nie mogą być rządy, wprowadzany on jest za pośrednictwem międzynarodowych federacji sportowych, które nakładają stosowne obowiązki na krajowe związki sportowe.
W dniach 5–7 listopada 2019 r. odbyła się w Międzynarodowym Centrum Kongresowym w Katowicach 5. Światowa Konferencja Antydopingowa. Podczas Konferencji zatwierdzone zostały zmiany w dokumentach WADA, w tym Światowym Kodeksie Antydopingowym. Konferencję otworzył Prezydent RP Andrzej Duda. Z okazji Konferencji Poczta Polska wyemitowała okolicznościową kartkę pocztową.

### Przedstawiciele Polski
5 kwietnia 2017 r. na członka komitetu wykonawczego agencji wybrany został minister sportu i turystyki Witold Bańka. 14 maja 2019 wybrano go na stanowisko Prezydenta organizacji (z kadencją od 1 stycznia 2020). W latach 2010–2011 w Zarządzie WADA zasiadał ówczesny minister sportu i turystyki Adam Giersz.

## Organizacja
Zgodnie ze statutem, Światowa Agencja Antydopingowa posiada dwa organy decyzyjne, Komitet Wykonawczy oraz Zarząd.

### Komitet wykonawczy Światowej Agencji Antydopingowej[6]
Komitet wykonawczy WADA składa się z 12 osób, z których część wybierana jest spośród członków zarządu WADA. Prezydent i wiceprezydent WADA są członkami zarówno komitetu wykonawczego, jak i zarządu agencji. Pozostałych 10 członków wybieranych jest przez zarząd agencji. Komitet wykonawczy podejmuje decyzje zwykłą większością głosów, a w przypadku remisu prezydent ma głos rozstrzygający. Głosowania komitetu mogą również być podejmowane drogą korespondencyjną (pocztą tradycyjną, faxem lub e-mailem) w przypadku gdy głosowanie to nie może być przeprowadzone podczas posiedzenia.
Komitet wykonawczy odpowiedzialny jest za podejmowanie decyzji w sprawach bieżących, związanych z funkcjonowaniem agencji, zatwierdzaniem dokumentów technicznych dotyczących akredytowanych przez WADA laboratoriów oraz narodowych organizacji antydopingowych (NADO), a także zatwierdza listę substancji i metod zabronionych. W pozostałych kwestiach komitet formułuje zalecenia dla zarządu.
| Pozycja       | Imię i nazwisko           | Państwo    | Reprezentant              |
| ------------- | ------------------------- | ---------- | ------------------------- |
| Prezydent     | Witold Bańka              | Polska     |                           |
| Wiceprezydent | Yang Yang                 | Chiny      |                           |
| Członkowie    | Jiří Kejval               | Czechy     | ruch sportowy             |
| Członkowie    | Danka Barteková           | Słowacja   | ruch sportowy             |
| Członkowie    | Ingmar De Vos             | Belgia     | ruch sportowy             |
| Członkowie    | Prof. Dr. Uğur Erdener    | Turcja     | ruch sportowy             |
| Członkowie    | Dr. Francesco Ricci Bitti | Włochy     | ruch sportowy             |
| Członkowie    | Dr. Amira El Fadil        | Sudan      | władze publiczne/ Afryka  |
| Członkowie    | Dan Kersch                | Luksemburg | władze publiczne/ Europa  |
| Członkowie    | Andrea Sotomayor          | Ekwador    | władze publiczne/ Ameryka |
| Członkowie    | Kameoka Yoshitami         | Japonia    | władze publiczne/ Azja    |
| Członkowie    | Richard Colbeck           | Australia  | władze publiczne/ Oceania |

Ponadto w posiedzeniach komitetu wykonawczego uczestniczą szefowie komitetów roboczych agencji:
|                | Komitet                               | Imię i nazwisko           | Państwo           |
| -------------- | ------------------------------------- | ------------------------- | ----------------- |
| Przewodniczący | ds. zdrowia, medycyny i nauki         | Prof. Dr. Uğur Erdener    | Turcja            |
| Przewodniczący | ds. administracyjno-finansowych       | Dr. Francesco Ricci Bitti | Włochy            |
| Przewodniczący | ds. edukacji                          | Edwin Moses               | Stany Zjednoczone |
| Przewodniczący | zawodniczy                            | Beckie Scott              | Kanada            |
| Przewodniczący | ds. zgodności z Kodeksem (compliance) | Jonathan Taylor           | Wielka Brytania   |

### Zarząd Światowej Agencji Antydopingowej[7]
Zarząd agencji składa się z 38 osób, 18 reprezentantów ruchu sportowego i środowiska zawodników oraz 18 przedstawicieli rządów. Dodatkowo w spotkaniach uczestniczy prezydent (do 2020 r. reprezentant ruchu sportowego) oraz wiceprezydent (do 2020 r. reprezentantka władz publicznych). Zarząd odpowiada za wszystkie, nieznajdujące się w kompetencji komitetu wykonawczego, kwestie z funkcjonowaniem Światowej Agencji Antydopingowej. Wśród kompetencji Zarządu znajduje się przyjmowanie standardów międzynarodowych (z wyjątkiem listy substancji i metod zabronionych) np. międzynarodowego standardu dla laboratoriów, uchwalanie budżetu, przyjmowanie zmian w Światowym Kodeksie Antydopingowym oraz wybór prezydenta i wiceprezydenta agencji.
| Pozycja       | Imię i nazwisko            | Państwo           | Reprezentant            |
| ------------- | -------------------------- | ----------------- | ----------------------- |
| Prezydent     | Witold Bańka               | Polska            | ruch sportowy           |
| Wiceprezydent | Yang Yang                  | Chiny             | władze publiczne        |
| Członkowie    | Jan Dijkema                | Holandia          | AIOWF                   |
| Członkowie    | Rania Elwani               | Egipt             | ANOC                    |
| Członkowie    | Andrey Kryukov             | Kazachstan        | ANOC                    |
| Członkowie    | Zlatko Matesa              | Chorwacja         | ANOC                    |
| Członkowie    | Fabio Pigozzi              | Włochy            | ANOC                    |
| Członkowie    | Ingmar De Vos              | Belgia            | ASOIF                   |
| Członkowie    | David Lappartient          | Francja           | ASOIF                   |
| Członkowie    | Jean-Christophe Rolland    | Francja           | ASOIF                   |
| Członkowie    | Nenad Lalovic              | Serbia            | GAISF                   |
| Członkowie    | Ugur Erdener               | Turcja            | MKOl                    |
| Członkowie    | Jiri Kejval                | Czechy            | MKOl                    |
| Członkowie    | Richard W. Pound           | Kanada            | MKOl                    |
| Członkowie    | Baklai Temengil            | Palau             | MKOl                    |
| Członkowie    | Seung-Min Ryu              | Korea Południowa  | Komisja zawodnicza MKOl |
| Członkowie    | Kirsty Coventry            | Zimbabwe          | Komisja zawodnicza MKOl |
| Członkowie    | Emma Terho                 | Finlandia         | Komisja zawodnicza MKOl |
| Członkowie    | Danka Bartekova            | Słowacja          | Komisja zawodnicza MKOl |
| Członkowie    | Andrew Parsons             | Brazylia          | IPC                     |
| Członkowie    | Tiago Brandao Rodrigues    | Portugalia        | Unia Europejska         |
| Członkowie    | Ionut Stroe                | Rumunia           | Unia Europejska         |
| Członkowie    | Krasen Kralev              | Bułgaria          | Unia Europejska         |
| Członkowie    | Gabriella Battaini-Dragoni | Włochy            | Rada Europy             |
| Członkowie    | Igor Zhdanov               | Ukraina           | Rada Europy             |
| Członkowie    | Ashraf Sobhi               | Egipt             | Afryka                  |
| Członkowie    | Macsuzy Mondon             | Seszele           | Afryka                  |
| Członkowie    | Nathi Mthetwa              | Południowa Afryka | Afryka                  |
| Członkowie    | Fatima Morales             | Paragwaj          | Ameryka                 |
| Członkowie    | Gerardo Fajardo            | Honduras          | Ameryka                 |
| Członkowie    | Andrea Sotomayor           | Ekwador           | Ameryka                 |
| Członkowie    | James W. Carroll           | Stany Zjednoczone | Ameryka                 |
| Członkowie    | Mohammed Saleh Al Konbaz   | Arabia Saudyjska  | Azja                    |
| Członkowie    | Roh Taekang                | Korea Południowa  | Azja                    |
| Członkowie    | Yingchuan Li               | Chiny             | Azja                    |
| Członkowie    | Kameoka Yoshitami          | Japonia           | Azja                    |
| Członkowie    | Richard Colbeck            | Australia         | Oceania                 |
| Członkowie    | Grant Roberston            | Nowa Zelandia     | Oceania                 |